# (13044) Wannes
(13044) Wannes ist ein Asteroid des Hauptgürtels, der am 16. August 1990 vom belgischen Astronomen Eric Walter Elst am La-Silla-Observatorium (IAU-Code 809) der Europäischen Südsternwarte in Chile entdeckt wurde.
Der Asteroid wurde am 12. Dezember 2008 nach dem flämischen Sänger und Dichter Wannes van de Velde (1937–2008) benannt, der seine rebellischen Lieder im lokalen Dialekt von Antwerpen vortrug und damit auf Ablehnung bei Teilen der städtischen Intelligenzschicht (Intelligentia) stieß.
Der Himmelskörper gehört der Eunomia-Familie an, einer  nach (15) Eunomia benannten Gruppe, zu der vermutlich fünf Prozent der Asteroiden des Hauptgürtels gehören.